# Пресличица
Пресличица (Muscari botryoides) је вишегодишња зељаста биљка из породице зумбула.

## Опис биљке
Стабло достиже висину од 10 до 25 cm, обично је појединачно и на врху љубичасто. Подземно стабло је туникатна, обично јајаста луковица.
Листови су приземни и груписани по два-три, танки и усправни. Голи су, ужлебљени и постепено се шире ка врху.
Цветови су сакупљени у гроздасте цвасти и ретко их има више од 25. Плави су или светлоплави, ређе бели. Грађа цвета је типична за монокотиле. Листићи перијанта су срасли, слободни само на врху у виду зубаца. Антере су краће од перијанта. Плодник је јајаст, а на попречном пресеку тупо троугласт. Међу фертилним су и стерилни цветови. Цвета у априлу и мају.
Плод је чахура.

## Станиште
Може да расте на различитим стаништима — од отворених сувих терена до шумских.